# 6510 Tarry
6510 Tarry è un asteroide della fascia principale. Scoperto nel 1987, presenta un'orbita caratterizzata da un semiasse maggiore pari a 2,3588293 UA e da un'eccentricità di 0,2243513, inclinata di 23,00444° rispetto all'eclittica.